# Арто, Жан Дезире
Жан Дезире́ Арто́  (фр. Jean Désiré Montagney Artôt; 23 сентября 1803, Париж — 25 марта 1887, Сен-Жосс-тен-Ноде) — бельгийский валторнист, музыкальный педагог и композитор.
Арто получил музыкальное образование у своего отца Мориса Арто, разносторонне одаренного музыканта, который был солистом-валторнистом в Брюссельской опере, а также виртуозным скрипачом, гитаристом и вокалистом. Родственники Арто также были достаточно известными музыкантами. Его брат Александр Жозеф Арто был скрипачом и композитором, дочь Дезире Арто — певицей (меццо-сопрано).
Сам Жан Дезире стал солистом Брюссельского королевского оркестра в 1849, а с 1843 преподавал в Брюссельской консерватории. Композиторское наследие Арто включает в себя 24 этюда для валторны, а также несколько фантазий и квартетов для валторн и корнетов-а-пистон.